# Омский кадетский корпус
Омский каде́тский военный ко́рпус (до 1925 г. — 1-й Сибирский императора Александра I кадетский корпус) — старейшее и ведущее военное учебное заведение Сибири, выпустившее за всю свою историю блестящую плеяду офицеров, выдающихся и известных государственных, политических, научных, общественных и культурных деятелей. В 2009 году признано лучшим кадетским корпусом России. Одно из самых престижных образовательных учреждений Омска.
Входил в число семи кадетских корпусов в дореволюционной России (наряду с Александровским императора Александра II, 2-м императора Петра Великого, 1-м Московским императрицы Екатерины II, 2-м Московским императора Николая I, 3-м Московским императора Александра II и Донским императора Александра III), имевших в качестве вечного шефа одного из императоров России.
Первый по дате основания кадетский корпус, учреждённый вне Москвы и Петербурга (1813).
С 2014 года — Федеральное государственное казённое образовательное учреждение «Омский кадетский военный корпус Министерства обороны Российской Федерации». Координируется командующим Воздушно-десантными войсками Вооружённых Сил России.
Наследник и продолжатель славы 1-го Сибирского императора Александра I кадетского корпуса и преемник Омского высшего общевойскового командного училища имени М. В. Фрунзе.

## История
Был основан 1 мая 1813 года как Омское войсковое казачье училище по инициативе начальника Сибирской пограничной линии и командира Отдельного Сибирского корпуса генерал-лейтенанта Григория Ивановича Глазенапа. Сначала день основания кадетского корпуса ошибочно отсчитывался с 26 августа 1826 года, но историческая комиссия корпуса при содействии директора корпуса генерал-лейтенанта А. А. Медведева документально доказала неосновательность этого счисления и 5 июля 1912 года последовало высочайшее повеление о даровании корпусу старшинства со дня основания Омского войскового казачьего училища (1 мая 1813 года).
Годовой корпусный праздник отмечается 1 мая, храмовый — 6 декабря (по старому стилю).
За время существования много раз переименовывался и реорганизовывался.

### Омское войсковое казачье училище (1813—1826)
Назначенный в 1807 году начальником Сибирской пограничной линии и командиром Отдельного Сибирского корпуса генерал-лейтенант Глазенап, Григорий Иванович обнаружил полное отсутствие образования среди казачества; две гимназии, три уездных училища и две специальных школы на огромных просторах Сибири решить эту задачу не могли. По инициативе и трудами генерала Г. И. Глазенапа и его адъютанта С. Б. Броневского были созданы полковые школы в каждом казачьем полку, а в каждом селении — станичная школа, и при войсковой канцелярии 1 мая 1813 года было учреждено Войсковое казачье училище для подготовки грамотных офицеров Сибирского казачьего войска.
Генерал-лейтенант Г. И. Глазенап так определял цель своего детища: «Дабы поставить юношество в познании должностей человека, в добродетели, смиренномудрии и страхе Божием».
Создание Войскового казачьего училища явилось закономерным итогом всей предшествующей казачьей политики командира Отдельного Сибирского корпуса генерала Г. И. Глазенапа. Получив регулярную организацию, Сибирское казачье войско вынуждено было позаботиться и о грамотных людях, служащих в войске.
Очевидно, Г. И. Глазенап, принимая во внимание продолжавшуюся войну с Наполеоном и рассматривая зарождающееся учебное заведение как «домашнее», то есть не зависящее от центральной власти и казны, возложил всю подготовку к открытию на войсковую канцелярию. Войсковой канцелярии предстояло изыскать средства, набрать учителей, приискать удобное здание для помещения воспитанников и служительской команды.
Всю подготовку к открытию войскового училища возглавил и. о. войскового атамана ротмистр Набоков I-й. Им рассылаются по всем полкам, станицам, редутам, форпостам, командам приглашения к пожертвованию средств на открытие училища. Рапортом 12 февраля 1813 года генералу Г. И. Глазенапу ротмистр Набоков сообщает об имеющихся на заведение училища 1300 рублях (748 от войсковой канцелярии, 552 руб. от «разных чинов»). Этой суммы хватило на строительство здания, тем более «лес по усердию казаков заготовлялся и доставляется безденежно». А для содержания воспитанников и учителей ротмистр Набоков предложил передать на пользу учебного заведения доходы от рыбных озёр Потанино, Тогус, Тарыкуль, и др., предлагаемый сбор от которых мог составить до 1000 рублей. Предложение Набокова было рассмотрено Г. И. Глазенапом и его предписанием от 18 февраля 1813 года эти рыбные озёра были приписаны «навсегда в пользу Войскового училища». 22 февраля 1813 года проект положения об училище представляется генералу Г. И. Глазенапу и 25 февраля 1813 года им утверждается.
Между тем для войскового училища «приискивались» как ученики, так и учителя. Ротмистр Набоков предписал от каждого полка выслать в заводимое училище по три мальчика (всего 30), а также перевести из Омской крепостной школы 10 учащихся. Таким образом, составился первый комплект школьников — 40 человек. Первыми учителями приглашены были: инженер-подпоручик Армроне, урядник 2-го полка Потанин, пятидесятник Шахматов.
Продолжали поступать и пожертвования от казаков на устройство училища. Так, 21 марта 1813 года документально зафиксированы поступления из редутов: Мельничный — 5 руб. 19 коп., Степной — 3 руб. 46 коп., Усть-Заостровский — 22 руб. 55 коп., Ачаирский — 27 руб. 23 коп., Покровский — 16 руб. 10 коп., Изылбашский — 21 руб. 30 коп., форпоста Черлаковского — 12 руб. 10 коп.
Так как все необходимые мероприятия по устройству нового училища продвигалось успешно, то решено открытие Войскового училища не связывать с постройкой специального здания и приискать удобное помещение и сразу же начинать занятия. Выбор пал на каменный дом на Ильинском форштадте. Омскому коменданту Вялову предписывалось подготовить дом под училище; «квартирующие теперь в оном доме господа офицеры могут тут быть по 20-е число апреля, ибо к тому числу только с войска воспитанники и учителя соберутся». Эти мнения несколько разнятся с устоявшимся мнением о размещении училища в «посольском доме» для приезжающих в Омск азиатов, «Посольский дом» хоть и размещался а Ильинском форштадте, но был деревянным и едва ли в нём жили «господа офицеры». Впрочем, к осени 1813 года здание для училища было построено и ученики и учителя перешли туда.
Первый набор был невелик: 40 человек. Срок обучения установили в три года, но затем он возрос до 7 и даже 9 лет. Программ и учебников не существовало. Преподавали отставные офицеры и казаки. Первым смотрителем заведения стал есаул Соколов. Казённокоштные воспитанники, а таких было большинство, обучались бесплатно. Уже в 1814 году покупкой ряда книг было положено начало библиотеке заведения. Часть книг подарил сам Г. И. Глазенап. Питание и обмундирование в училище были скромными. Тем не менее, тяга казаков к учению росла, и уже в 1819 году количество воспитанников достигло 322. Приём осуществлялся без особых формальностей. Случалось, в училище издалека добирались круглые сироты, просились, и их брали, не требуя ни знаний, ни документов. Воспитанники отличались грубой простотою нравов. Кулачные расправы были нередкостью.
1817 год — год первого выпуска (лучший выпускник 1817 г. — Г. Е. Шрамов, ставший первым офицером, обученным в азиатской части России). Всего за первое десятилетие (1813—1823 гг.) казачье заведение дало Сибирскому казачьему войску 58 командиров.
В 1821 году генерал П. М. Капцевич возбудил ходатайство о производстве достойнейших из воспитанников училища в офицеры по экзамену. Такое разрешение было получено, и с 1822 года в Войсковом училище производились офицерские экзамены. Училище стало сразу выпускать офицеров, а до того готовило урядников в казачьи полки и учителей в полковые и станичные школы, лучшие из урядников-выпускников через некоторое время монаршим благоволением производились в офицеры. Выпуск офицеров превращался в торжественный акт с участием представителей офицерской и чиновничьей верхушки, местного общества.
С начала периода генерал-губернаторства П. М. Капцевича вводятся направления воспитанников в специальные учебные заведения для продолжения образования с условием возвращения их в Сибирь. Первым офицерский чин прапорщика получил Г. Е. Шрамов. Училище нуждалось в своих преподавателях, и его направляли в Россию для продолжения образования. Вернувшись в училище, он с 1826 по 1847 год служил инспектором классов и преподавателем, дослужился до чина полковника.
Командированные в 1822 году в Земледельческую школу при Императорском Московском обществе сельского хозяйства воспитанники училища П. Л. Щербаков и О.Обухов стали не только первыми учеными-агрономами в Сибирском казачьем войске и преподавателями в Войсковом училище, но и основателями Омского опытного хутора Сибирского казачьего войска, первого в Сибири сельскохозяйственного научно-исследовательского учреждения.
П. М. Капцевич, предвидя многие сложности для училища и для войска от содержания учебного заведения только за счёт войсковых средств, предложил войсковому начальству составить новое положение об училище и его штате. По составлению таковых документов своё мнение о реорганизации училища П. М. Капцевич в 1823 году направляет на рассмотрение Государственного Совета. После двухгодичных хождений ходатайство П. М. Капцевича рассматривается на заседаниях Государственного Совета, результатом которых 9 марта 1825 года является Высочайшее утверждённое мнение Государственного Совета об отпуске средств на содержание Омского войскового казачьего училища из государственного казначейства, оставившее в пользу училища рыбные озёра. Переход училища на полное государственное (казённое) содержание не могло благоприятно не сказаться на жизни училища и учебном процессе в нём.
«Домашний» период (1813—1826 гг.) существования училища до 1911 года как бы не засчитывался в последующую историю Сибирского кадетского корпуса. Поэтому первый 50-летний юбилей праздновали 22 августа 1876 года. И в те дни вопрос о преемственности Войскового училища с Сибирским кадетским корпусом (Сибирский военной гимназией) будировался. Но бывший воспитанник училища, а затем воспитатель П. А. Золотов подготовил специальный доклад «По вопросу о 50-летней годовщине Сибирской военной гимназии», где войсковое училище рассматривалось лишь как «домашнее» учебное заведение казачьего войска. Лишь в 1911 году возобладала иная точка зрения.
В 1826 году училище было переименовано в Омское училище Сибирского линейного казачьего войска.

### Омское училище Сибирского линейного казачьего войска (1826—1845)
В 1826 году впервые было высочайше утверждено положение об училище. Оно переименовывалось в «училище Сибирского линейного казачьего войска». Названием подчеркивалось войсковое назначение училища, но тем не менее уже не подчинялось войсковой канцелярии, переходило в непосредственное ведение командира Отдельного Сибирского корпуса.
Ему увеличили пособие от казны, а с 1830 года оно перешло на полное содержание государственного казначейства. Это было многопрофильное учебное заведение, готовившее офицерские кадры для различных структурных подразделений. Был выделен учительско-писарский класс, в котором собирали учеников со средними способностями. Отделение мастеровых являлось чем-то вроде штрафного. Его воспитанники жили отдельно, ходили в худшей одежде, не занимались в классах, не садились за общий стол. Это отделение давало войску слесарей, столяров, шорников, «коновалов» и т. д.
В положении об училище оговаривалось, что в училище могли поступать лишь дети казаков всех званий. В 1832 году новый командир Отдельного Сибирского корпуса — генерал-губернатор Западной Сибири И. Н. Вельяминов добивается высочайшего разрешения о приёме в училище детей штаб-офицеров регулярных войск и гражданских чиновников. По окончании училища эти воспитанники получали чин прапорщика и направлялись в сибирские линейные батальоны. Учебный курс училища становится семилетним и разделяется на семь классов, которые именовались: 3, 2, 1-й нижний, 2 и 1-й средний, 2 и 1-й верхний. Кандидаты в училище, как и прежде, сдавали экзамены, по результатам которых распределялись в соответствующие классы. Расширился круг преподаваемых предметов, особенно военных: тактики, военного судопроизводства, воинского устава и воинской риторики. Татарский язык вводится для казачьих детей, французский — для дворян.
Попав в казённое ведомство, училище начинало испытывать и определение трудности. Во-первых, недостаток способных учителей. Прежняя система командировок от казачьего войска грамотных урядников, отставных сотников для преподавания «наук» перестала удовлетворять, нужны были иные люди. Появившиеся в училище после окончания Казанского университета в конце 1830-х гг. Н. Ф. Костылецкий и Е. П. Старков (воспитанники училища в прошлом) серьёзных перемен в училище не делали, да и были ещё недостаточно опытны.
В 1828 году в ведении училища была передана Омская азиатская школа, существовавшая с 1789 года для подготовки толмачей и переводчиков. Окончательное упразднение азиатской школы произошло 17 января 1837 года по Высочайшему указу императора Николая I, к тому времени в школе преподавали персидский, арабский, татарский и монгольский языки. Упразднение школы повлекло за собой создание при училище класса восточных языков и топографов.
С 1833 года в училище стали принимать дворян: детей офицеров регулярных войск и чиновников всей Сибири. Допущение дворян повысило престиж заведения. С этого момента учреждение взяло курс на серьёзную подготовку высококвалифицированных и благородно воспитанных кадров дворянского и служилого сословия.
В составе училища было создано «дворянское капральство» из 60-ти воспитанников при общем комплекте в 240 человек. В его танцкласс зачастили дамы из высшего омского общества. Дворяне по сравнению с казаками имели ряд преимуществ: они учили французский язык, а казаки — только татарский. Кроме того, обозначилась тенденция увеличения приёма дворян за счёт уменьшения числа казачьих квот. В 20-40 гг. XIX века училище неоднократно меняло свою программу, штаты и прочее, постепенно приближаясь к общему типу российских военно-учебных заведений. Преподаватели были уравнены в правах со старшими учителями гимназий, получали неплохое жалование. Среди них появились лица с высшим образованием. Преподавание велось по печатным «руководствам» и по рукописным «запискам». Владению оружием и «фронту» воспитанников обучали прикомандированные урядники из образцовых частей отдельного Сибирского корпуса.
В 1833 году училище завело собственные сад и огород, которые обрабатывались воспитанниками.
В какой-то степени показателен приказ по училищу от 11 января 1836 года, изданный директором корпуса полковником Н. Л. Черкасовым: «Некоторые учителя не приходят в классы, получая значительное жалованье. Фортификация снова преподаётся учениками. Французский язык в жалком положении. Если учитель Турно его самовольно кинул, то можно бы распорядиться учить под присмотром унтер-офицеров, учившихся прежде французскому языку». Был очевиден (судя по документам) конфликт между директором, с одной стороны, и преподавателями, воспитателями, служителями — с другой. Приказы первого игнорировались, многие полезные начинания забывались.
В 1837 году состоялась поездка Великого князя, наследника престола Александра Николаевича (будущего Александра II) по России. В Сибири наследник доехал только до Тобольска, где ему был устроен соответствующий приём. Со всех уголков России собирались представители различных учреждений для приветствий и поднесения подарков будущему императору. В Тобольск от училища был командирован с подарками (рисунками; чертежами и сочинениями, математическими инструментами) инспектор классов войсковой старшина Шрамов. Подарки благосклонно были приняты Цесаревичем, а уряднику I-го класса Корнилову были пожалованы 300 рублей за поднесение в подарок математических инструментов собственной работы.
В 1837 году, посетив училище и обнаружив множество неисправностей, генерал-губернатор Западной Сибири и командир Отдельного Сибирского корпуса князь П. Л. Горчаков выразил недовольство директором училища. В 1838 году директор Н. Л. Черкасов вынужден был уйти в отставку.
Ему на смену директором был назначен клеврет П. Л. Горчакова, генерал-майор Ф. А. Шрамм, обладавший, даже по мнению официальных инстанций, непроходимой глупостью. Несмотря на все неурядицы, училище продолжало выпускать способных офицеров. Тогдашняя обстановка (события в Киргизской степи, открытие внешних округов, движение султанов Касима, Санжара и Кенесары Касымовых) способствовала служебным успехам выпускников училища. Позднее, когда в церкви Сибирского кадетского корпуса устанавливались чёрные мраморные доски в память погибших выпускников, то первым было занесено имя хорунжего Алексея Рытова, погибшего в стычке с мятежными киргизами 7 декабря 1837 года.
Для военных занятий имелись ружья и сабли. Воспитанники носили казачью форму, лучшие из них отмечались фельдфебельским или унтер-офицерским галуном.
Крупным событием в жизни училища стало устройство летних лагерей в 1841 году, где воспитанники размещались по-походному в палатках. Большое внимание в лагерях уделялось как оздоровительным мероприятиям, так и военным занятиям.
В 1826—1845 гг. из училища было выпущено 111 офицеров и 558 урядников, учителей, писарей, переводчиков и мастеровых. К сентябрю 1876 года из выпускников этого периода пятеро стали генералами: казаки В. Осипов, М. Казачинин, С. Панков, П. Ребров и дворянин А. Померанцев. Если учесть, что казачьих детей принимали в училище и выпускали офицерами несмотря на звания их отцов, то для многих выходцев из простых семей заведение стало во многом воротами в большой мир, гарантированной возможностью сделать карьеру. Российская империя в то время проводила усиленную колонизацию киргизской степи, и казаки несли не только загранично-гарнизонную службу, но и участвовали в военно-научных экспедициях и разведках, в боевых столкновениях с кочевниками. Воспитанник училища Иван Карбышев прославился тем, что с отрядом казаков перехватил и доставил в Омск хана Среднего Жуза Габайдулу Валиханова, решившего отойти от России и принять китайское подданство. Иван Карбышев неоднократно разбивал кочевников, а в 1854 году он основал город Верный. Михаил Казачинин заложил Кокчетав, Сергей Лукин — Сергиополь в Семиречье. Степан Абакумов со своим полком проложил почтовый тракт от Семипалатинска до Верного; за разработку Гасфордского перевала один из посёлков назван Абакумовским. Всё это выпускники училища.
Многие из них были исследователями: М. Петров, П. Герасимов, И. Шубин, Н. Потанин изъездили степь и Семиречье вдоль и поперёк, пробирались вглубь Азии. Например, хорунжий Н. Потанин (отец Г. Н. Потанина) в 1829 году совершил удивительную поездку в Ташкент и Коканд, вернулся с картой маршрута и с интереснейшим описанием до того неведомых европейцам краёв. Училище дало не только образцовых разведчиков, но и топографов-съёмщиков (Бородин, Боярский, Ваганов, Захаров, Кокоулин, Крутов, Нифантьев и др.). Они входили в экспедиции академика Миддендорфа, Чихаева, Ледсбурга, Бутовского и др. Разработки казаков-топографов легли в основу 10-вёрстной карты Западной Сибири, которой пользовались и в начале XX века. Среди воспитанников училища был и В. И. Вагин, историк, публицист, областник, редактор-издатель газеты «Сибирь».

### Сибирский кадетский корпус (1845—1866)
В ноябре 1845 года Омское училище Сибирского линейного казачьего войска было переименовано в Сибирский кадетский корпус (официально с 5 января 1846 г.).
В 30-40-х годах XIX века период острой потребности Сибирского казачьего войска в офицерах прошёл. Увеличилось число выпускаемых из училища урядников. По мнению начальства, развивавшаяся в войске система начальных школ давала образование вполне достаточное.
Поэтому в 1845 году было высочайше утверждено новое положение, по которому училище преобразовалось в Сибирский кадетский корпус, предназначавшийся для подготовки офицеров в линейные батальоны и в казачьи части отдельного Сибирского корпуса. Таким образом, в корпус могли поступать лишь сыновья дворян и казачьих офицеров, путь в него простым казакам отныне был закрыт. 40 вакансий выделялось для воспитанников из Восточной Сибири, то есть заведение приобрело общесибирское значение. Сообразно сословному делению, воспитанники разделялись на роту и эскадрон, по 120 человек в каждом: рота для дворян, эскадрон для казаков. В эскадрон кроме казаков допускались и сыновья казахской знати. Только 20 воспитанников училось на средства родителей, основная масса была казённокоштной. Срок обучения устанавливался в 6 лет.
В 1853/54 учебном году курс удлинили до 7 лет. В 1846 году состоялся первый выпуск на основе нового положения. Лучшим среди дворян оказался Лавр Клугин, впоследствии дослужившийся до чина генерал-лейтенанта и должности помощника начальника Главного штаба. В январе 1847 года класс восточных языков перевели из корпуса в особо учреждённое отделение восточных языков при Омском батальоне военных кантонистов (впоследствии военная прогимназия). Кроме общеобразовательных предметов (языков, математики, физики, химии, истории, географии и т. п.) кадеты изучали военные дисциплины: основы тактики, артиллерии, фортификации. Их обучали также строю, гимнастике, плаванию, фехтованию, верховой езде, пению, танцам. В летних лагерях проводилась практическая военная подготовка, вплоть до стрельбы из артиллерийских орудий.
Поскольку дворяне находились на привилегированном положении (казаки по-прежнему могли учить только татарский и т. д.), между ротой и эскадроном существовали трения, иногда доходившие до потасовок. В комнатах кадеты жили, не разделяясь по возрастам, что вело к гегемонии старших. Учебный день расписывался по минутам, за дисциплиной строго следили офицеры-воспитатели, фельдфебель, вахмистр, унтер-офицеры и ефрейторы.
В 1848 году в корпусе была открыта собственная церковь. Император Александр II, взойдя на престол, приказал установить в кадетских заведениях мраморные доски с именами лучших учеников и воспитанников, павших на поле брани. В Сибирском кадетском корпусе такие мраморные доски поместили в корпусную церковь, а белые — с именами первых учеников — в помещение роты. Выпускники корпуса 1846—1866 годов отличились при завоевании Средней Азии. Дмитрий Шайтанов (впоследствии генерал-лейтенант), Григорий Бутаков и Павел Обух в 1860—1862 годах участвовали в многочисленных схватках с кокандцами, оспаривавшими у русских Семиречье, брали крепость Пишпек. Во время Кокандской войны (1875—1876 гг.) особенно прославился Семён Елгаштин, командир Сибирского 1-го казачьего полка. Лихим кавалерийским набегом через горы он разбил отряд Зюльфракар-бека, а при штурме Андижана с тремя сотнями казаков ворвался в город и захватил цитадель и ханский дворец.
Не меньший вклад выпускники корпуса этого периода внесли в развитие культуры, науки и общественного движения азиатской России. Среди них — уже упоминавшийся А. П. Нестеров, знаменитый Г. Н. Потанин. Менее известно, что кадетский корпус окончил Н. Ф. Анненский, экономист и публицист, редактор журнала «Русское богатство», деятель земского движения, один из лидеров партий «Народное право», «Союз освобождения», основатель народно-социалистической партии; его труды легли в основу земской статистики. Среди выпускников корпуса был Г. Е. Катанаев, историк Сибирского отдела Императорского Русского географического общества. Ярким представителем казахской знати, окончившим корпус, был сын казахского султана Ч. Ч. Валиханов, человек разносторонних дарований, разведчик и просветитель. Он совершил замечательную поездку в Коканд, Ташкент и Кашгарию. Выдавая себя за среднеазиатского торговца, он два года работал под страхом быть узнанным и преданным страшной казни. В Россию Валиханов вернулся с бесценными в научном и военном смысле материалами.

### Сибирская военная гимназия (1866—1882)
В ходе реформы военного образования в 1866 году Сибирский кадетский корпус был преобразован в военную гимназию.
Наряду с казённо — и своекоштными воспитанниками стали принимать и так называемых «приходящих», то есть живущих с родителями и приходящие только на занятия. В число их допускались дети всех сословий. Тем самым заведение теряло закрытый характер. Сословное деление на роту и эскадрон ликвидировалось. Каждый из классов размещался отдельно. Поэтому оснований для нездоровых отношений между старшими и младшими не стало.
Особенностью Сибирской военной гимназии явилось то, что в неё без вступительных экзаменов принимали детей казахских султанов, баев и старейшин. Кроме того, сохранялось преподавание татарского языка. Казаки и казахи имели право учить западноевропейские языки, но только один, на выбор: французский или немецкий. Переход к гимназиям, по-видимому, сопровождался повышением требований к качеству знаний. Увеличилось и количество предметов, что вело к перегрузкам. Не все их выдерживали. Слабых учеников или отчисляли, или переводили в военные прогимназии. Полки Сибирского казачьего войска выдвигались на китайскую границу, в такие глухие места, где офицерам трудно было дать своим сыновьям военное образование.
В Сибирскую военную гимназию пришло много гражданских преподавателей и воспитателей. Многие сочетали учебно-педагогическую деятельность c научно-исследовательской. Когда в Омске в 1877 году возник Западно-Сибирский отдел Императорского Русского географического общества, среди его членов-учредителей шестеро либо преподавали там, либо окончили её (А. И. Сулоцкий, Ф. Л. Чернавин, М. В. Певцов, Куртуков, П. А. Словцов, Г. Е. Катанаев). Среди выпускников можно назвать Н. И. Симонова, участника среднеазиатских экспедиций, похода в Китай в 1900 году, Русско-японской войны. Он дослужился до чина генерала от кавалерии, написав ряд трудов военно-исторического характера. Другой питомец корпуса, 11 лет работавший в ней воспитателем, И. И. Булатов стал известен в 1904 году. Во время волнений в польском городе Радоме он, полковник, командир 26-го Могилёвского полка, не захотел применять силу оружия, пошёл один к толпе со словами миролюбия и был убит.
В 1882 году гимназия вновь была преобразована в кадетский корпус.

### Сибирский кадетский корпус (1882—1907)
С воцарением Александра III военные гимназии в июле 1882 года переименовываются в кадетские корпуса. Вместо классов создаются роты во главе с офицерами. Воспитателями становятся только офицеры. Кадеты блистают на парадах и смотрах. Именно в кадетских корпусах вырабатывалась та особенная выправка, которой отличались кадровые офицеры императорской армии.
С 1900 года в Сибирском кадетском корпусе вводится новый предмет — законоведение, цель которого — выяснить питомцам, что существеннейшими элементами всякого организованного общества являются «власть» и «закон». В июле 1861 года корпус посетил наследник престола — Цесаревич Николай Александрович, в октябре 1899 года — военный министр А. Н. Куропаткин, в октябре 1900 года — августейший начальник главного управления военно-учебных заведений великий князь Константин Константинович. Эти посещения, несомненно, воспитывали в будущих офицерах верность престолу. Особенно глубокий след в жизни корпуса оставило посещение великого князя Константина Константиновича, незаурядного педагога и литератора. Он подчеркивал необходимость товарищеских взаимоотношений старших и младших кадет. В корпусе имелись фехтовальный зал, разные гимнастические приборы, каток, лыжи, бассейн, летняя купальня, флотилия лодок.
Выдержки из дневника великого князя Константина Константиновича о посещении Сибирского кадетского корпуса 29 апреля — 4 мая 1909 года:

29 апреля. Прибыли в Омск ночью; мой вагон отцепили. В начале 10-го утра по местному времени вышел из вагона. Командующий войсками в отсутствии. Встретил Акмолинский губернатор. С ним проехал в собор, а оттуда в корпус. Кадет увидал в зале 1-й роты, где были выстроены все три роты. Глядят молодцами, одеты хорошо; при расхождении проходили молодцевато. Позвал выпускной класс; их 29 человек, одно отделение.
Вице-фельдфебелем — Иванов-15-й, первый ученик, прекрасный, влиятельный юноша. Его друг и приятель Боярский — знаменщиком. По лицу и всей повадке одного рыжего здоровяка, Сергеева, верно угадал, что он и по ученью, и по поведению не важен, несдержан и грубоват; но рожа при этом такая добрая, честная и привлекательная. Когда входил к кадетам, меня встретил с хлебом-солью сын директора, толстый Ваня Медведев I класса, но сказать приветствия не смог — сконфузился и расплакался. После кадетского завтрака директор повел меня в свою квартиру.
Отдохнув, пошёл к кадетам, во 2-ю роту и долго у них оставался, присматриваясь, спрашивая фамилии и разговаривая.
1 мая. Заходил в младшие классы, на географию к Ельницкому, который выпускает свои педагогические труды, словно блины печет, а в классе с закрытыми глазами елейно вещает педагогические благоглупости. У подполковника Задорана урок русского языка хорош. У капитана Пфенига немецкий урок недурен, но успехи (учеников) слабоваты.
Ходил в школу нижних чинов: кадеты старших классов добровольно обучают неграмотных (рядовых) под руководством учителя русского языка Н. Н. Гусева.
2 мая. Погода райская. Весь корпус отправился в лагерь, расположенный за городом, неподалёку от правого берега Иртыша. Гулял по лагерю, окруженный толпою кадет. Оттуда вернулись в город к завтраку, строем, с музыкой и песнями. Я шёл впереди. После завтрака на корпусном дворе смотрел ротное ученье.
— Дневник великого князя Константина Константиновича за 1909 год

### Омский кадетский корпус (1907—1913)
В связи с тем, что в 1900 году был открыт Хабаровский кадетский корпус и уже существовал проект создания Иркутского кадетского корпуса, Сибирский кадетский корпус терял своё общесибирское значение. Приказом № 974 от 18 сентября 1907 года он был переименован в Омский кадетский корпус.
С 1911 года ежегодно проводился гимнастический праздник с призовыми состязаниями по стрельбе, фехтованию, бегу и пр. Широко практиковалась демонстрация групповых гимнастических упражнений. Не оставлялось без внимания и трудовое воспитание. Работали токарная и переплётная мастерские. Кадеты ухаживали за садом и огородом. Ежегодно проводился праздник древонасаждений, когда каждый сажал деревце и вешал к нему дощечку со своей фамилией и датой посадки. Так получилось, что в начале 1910-х годов Омский кадетский корпус торжественно отмечал годовщину за годовщиной: в 1911 году — 50-летие освобождения крестьян, в 1912 году — столетие Отечественной войны, в 1913 году — 300-летие дома Романовых и своё собственное столетие.

### 1-й Сибирский императора Александра I кадетский корпус (1913—1925)
1 мая 1913 года в связи со 100-летним юбилеем Омского кадетского корпуса высочайшим приказом императора Николая II ему было присвоено имя императора Александра I и повелено корпусу впредь именоваться 1-м Сибирским императора Александра I кадетским корпусом. Всем чинам и кадетам корпуса на погоны и эполеты был пожалован вензель Александра I.
В 1913 году в заведении училось 360 кадет, да ещё 52 — в приготовительном пансионе Сибирского казачьего войска. К сожалению, о судьбе выпускников заведения предреволюционной поры известно мало.
В 1908 году его окончил А. Н. Пепеляев, в будущем генерал-лейтенант, командующий 1-й Сибирской армией в войсках адмирала Колчака, в 1914 году — А. А. Грызов (А. Ачаир), довольно известный поэт белой эмиграции. На полях первой мировой войны полегло почти все кадровое офицерство, в том числе и десятки бывших кадет-сибиряков.
После Февральской революции Временное правительство распорядилось преобразовать корпус в 1-ю Сибирскую гимназию Военного ведомства. После свержения в Омске советской власти, летом 1918 года, Временное Сибирское правительство восстановило кадетский корпус.
В ночь с 18 на 19 февраля 1918 года, воспользовавшись суматохой, в Омск ворвался отряд атамана Б. В. Анненкова, который занял корпус и Свято-Никольский казачий собор. После перестрелки с красногвардейцами анненковцы ушли из города.
В начале 1919 года адмирал А. В. Колчак вернул корпусу наименование Первого Сибирского императорского. 30 июля 1919 года корпус был эвакуирован во Владивосток и расквартирован на Русском острове. До 1 сентября 1919 года здесь находилось 1-е Омское артиллерийское училище. В январе 1920 года к власти во Владивостоке пришло левое правительство А. С. Медведева, распорядившееся о закрытии корпуса с 1 апреля 1921 года., но в мае того же года левое правительство было свергнуто, и корпус продолжил свою деятельность. 25 октября 1922 года на судах Сибирской флотилии под командованием адмирала Г. К. Старка корпус ушёл из Владивостока в Шанхай, где в одно учебное заведение были сведены Первый Сибирский императорский и Хабаровский кадетские корпуса. В Шанхае было сделано два выпуска. В 1924 году по требованию китайских властей корпус был вынужден в феврале отправить сначала младшие классы, а 6 ноября 1924 года — старшие классы в Королевство Сербов, Хорватов и Словенцев, где оба корпуса были официально расформированы 1 февраля 1925 года.

### Советский период учебного заведения (1919(25) — 1999)
На территории и в зданиях, оставленных кадетами, продолжали готовить офицерские кадры, но уже для Красной армии и Вооружённых Сил Советского Союза:
1. 1919—1921 — Первые Сибирские пехотные курсы командного состава РККА;
2. 1921—1925 — 24-я Омская пехотная школа имени Коминтерна;
3. 1925—1926 — Омская пехотная школа;
4. 1926—1936 — Омская пехотная школа имени М. В. Фрунзе;
5. 1936—1937 — Омская объединённая военная школа;
6. 1937—1941 — Омское военное училище имени М. В. Фрунзе;
7. 1941—1944 — Первое Омское военно-пехотное училище имени М. В. Фрунзе и Второе Омское военно-пехотное училище;
8. 1944—1958 — Омское военно-пехотное Краснознамённое училище имени М. В. Фрунзе;
9. 1958—1968 — Омское высшее общевойсковое командное Краснознамённое училище имени М. В. Фрунзе;
10. 1968—1999 — Омское высшее общевойсковое командное дважды Краснознамённое училище имени М. В. Фрунзе.

### Омский кадетский корпус Министерства обороны Российской Федерации (1999—2011)
После расформирования в 1999 году Омского высшего общевойскового командного дважды Краснознамённого училища имени М. В. Фрунзе по инициативе Губернатора Омской области Л. К. Полежаева, поддержанной Министром обороны РФ маршалом И. Д. Сергеевым, на базе упразднённого училища был возрожден Омский кадетский корпус Министерства обороны Российской Федерации.
В сентябре 1999 года воссозданный Омский кадетский корпус принял первые две роты воспитанников. Возглавил корпус герой Афганской войны (1979—1989), Герой Советского Союза полковник Н. В. Кравченко, его заместителями стали полковник А. П. Шелег и подполковник С. М. Турянчик. Полностью корпус был укомплектован к 2001 году по штату в составе шести кадетских рот (по 100 человек), каждая из которых ключала в себя 4 взвода, общая численность корпуса вместе с командным и офицерским составом превосходила 700 человек. С личным составом работали действующие и отставные (в запасе) кадровые офицеры (от лейтенанта до полковника).
В 2001 году начальником корпуса стал полковник Виктор Романович Басаев, под руководством которого в 2009 году Омский кадетский корпус по результатам конкурса Минобороны России был признан лучшим кадетским корпусом России. В этом же году был произведён первый и единственный набор иностранных кадет — граждан Монголии в 3 роту кадет под командованием майора А. Б. Яблочкина. С 2010 года в связи с реформированием Вооружённых Сил Российской Федерации набор сократился на 50 %.
В целях оптимизации учебного процесса, стимулирования воспитанников в кадетском корпусе были учреждены стипендии имени Маршала Советского Союза Г. К. Жукова, генерала Д. М. Карбышева и генерала Л. Г. Корнилова.

### Кадетская школа-интернат «Омский кадетский корпус» (2011—2014)
В 2011 году приказом Министра обороны РФ А. Э. Сердюкова Омский кадетский корпус был передан из ведения Министерства обороны РФ в ведение Омской области. Появление кадетской школы-интерната «Омский кадетский корпус» было встречено резко негативно кадетами, выпускниками и служащими учреждения. Инициативы министра А. Э. Сердюкова не нашли поддержки у образовательного сообщества.
Корпус существовал в организационно-правовой форме бюджетного образовательного учреждения до 2013 года, затем принял форму казённого образовательного учреждения Омской области. Функции учредителя от имени Омской области и общее руководство деятельностью учреждения осуществляли Министерство образования Омской области (в части образовательного процесса) и Министерство имущественных отношений Омской области (в части имущества и материально-технического обеспечения).
Несмотря на изменение подведомственности корпуса, его выпускники продолжали восприниматься как и прежде — в качестве выходцев одной из лучших и старейших кузниц истинных сынов Отечества, а сам корпус оставался по своей сути военным образовательным учреждением России.
Назначение нового Министра обороны РФ генерала С. К. Шойгу переменило ситуацию и в Вооружённых Силах РФ, и с корпусом — в 2013 году министр С. К. Шойгу при поддержке Губернатора Омской области В. И. Назарова принял решение вернуть Омский кадетский корпус в ведение Министерства обороны Российской Федерации, присвоив ему статус федерального образовательного учреждения, и поручил начать процедуру передачи.

### Омский кадетский военный корпус Министерства обороны Российской Федерации
В декабре 2013 года постановлением Правительства Российской Федерации "О передаче КОУ Омской области «Кадетская школа-интернат „Омский кадетский корпус“ в ведение Министерства обороны Российской Федерации» кадетский корпус был полностью возвращен в систему Минобороны России.
14 мая 2014 года министр С. К. Шойгу издал приказ № 309, которым была закончена вся процедура передачи кадетского корпуса в ведение Минобороны России и установлено новое наименование учреждения — «Омский кадетский военный корпус Министерства обороны Российской Федерации».
С июня 2014 года корпус начал процедуру перехода на семилетний период обучения.
11 марта 2016 года Омский кадетский корпус с официальным визитом посетила делегация Псковской области во главе с Губернатором Псковской области Андреем Турчаком в целях полного ознакомления с его историей, современным развитием и функционированием для обмена опытом. В качестве эталонного учреждения, достойного подражания, корпус был рекомендован командующим ВДВ генералом Владимиром Шамановым.
На сегодняшний день стоит признать, и сегодня мы это увидели воочию, что это действительно одно из лучших кадетских заведений в Российской Федерации. Учиться надо у лучших, поэтому мы оказались здесь, в Омской области, — рассказал губернатор А. Турчак.
14 мая 2016 года Омскому кадетскому корпусу вручено знамя и Грамота Министра обороны Российской Федерации к знамени.

## Филиалы (приготовительные школы) кадетского корпуса
Сибирский (Омский) кадетский корпус за всю историю своего существования имел всего два филиала (приготовительные школы), образованные в 1888 году.
С 1913 года по настоящее время кадетский корпус не имеет филиалов и представительств в своей структуре.

### Иркутская приготовительная школа(1888—1913)
Учреждена в 1888 году в результате преобразования Иркутской военной прогимназии для предоставления офицерам, чиновникам, врачам и священникам, служащим в Иркутском военном округе (а также служившим в округе и оставшимся там на жительство по выходе в отставку и запас), способов подготовления их сыновей к поступлению в Сибирский кадетский корпус (впоследствии — Омский). Забайкальская область также была причислена к определению сыновей указанными выше лицами в Иркутскую приготовительную школу. Храмовый праздник 1 октября.
Заведующие Иркутской приготовительной школой избирались и утверждались командующим войсками округа:
- первый заведующий — полковник Козик (1888—1889 годы);
- Генерального штаба полковник Кириченко (1889—1893),
- Генерального штаба подполковник Хлыновский (1893—1899),
- Генерального штаба полковник Кузнецов Поликарп Алексеевич (1899—1900),
- полковник Вакар Яков Яковлевич (1900—1904),
- полковник Садилов (1904—1910),
- полковник ф. Агте (с 1910 года).

Первоначально штат казённых воспитанников составлял 35 человек, с началом 1899—1900 учебного года был увеличен до 50. Кадеты, окончившие успешно 2-й класс школы, переводились на вакансии в Сибирский кадетский корпус без экзамена; при отсутствии же в этом корпусе достаточного числа вакансий воспитанники школы по ходатайству командующего войсками округа могли быть определяемы в корпуса Европейской России. На содержание школы ежегодно отпускалось 22 600 рублей (по расчёту 450 рублей на кадета; плата же за своекоштного 350 рублей и 85 рублей за приходящего).
Положение о школе и её штат определены приказом по военному ведомству 1888 года № 40 и 1901 года № 8. В июле 1912 года совет министров одобрил предложение Военного министерства о преобразовании школы в Иркутский кадетский корпус на 50 кадет-интернов.
4 августа 1913 года указом императора Николая II школа была преобразована в Иркутский кадетский корпус.

### Хабаровская приготовительная школа (1888—1900)
В 1888 году Сибирский кадетский корпус отправил своего сотрудника подполковника Меллера в Хабаровск для создания в нём приготовительной школы корпуса. Школа была открыта 17 февраля 1888 года приказом Военного ведомства. Воспитанники, успешно окончившие школу, без экзаменов переводились в Сибирский кадетский корпус. Школа подготавливала к поступлению в Сибирский кадетский корпус сыновей офицеров, чиновников и священников, служащих или служивших в Приамурском военном округе.
1 сентября 1900 года школа была упразднена и вместо неё учреждён Хабаровский кадетский корпус.

## Руководители
В данном перечне упоминаются все руководители заведения (казачьего училища, кадетского корпуса, военной гимназии, в том числе пехотной школы и общевойскового командного училища).

### Досоветский период (1813—1925)
- 1813—1826 — есаул Соколов
- 1826 — полковник Шрамов, Гордей Ефимович
- 1826—1838 — полковник Черкасов, Николай Львович Архивная копия от 9 ноября 2020 на Wayback Machine
- 1838—1849 — генерал-лейтенант Шрамм, Фёдор Андреевич
- 1849—1863 — генерал-лейтенант Павловский, Александр Михайлович
- 1863—1874 — генерал-майор Линден, Константин Александрович
- 1874—1887 — генерал-майор Цытович Платон Степанович
- 1887—1888 — генерал-майор Пороховщиков, Сергей Александрович
- 1888—1892 — генерал-майор Рейнеке, Александр Георгиевич
- 1892—1900 — генерал-майор Кичеев, Александр Петрович Архивная копия от 17 ноября 2020 на Wayback Machine
- 1900—1902 — генерал-майор Барсов, Михаил Васильевич Архивная копия от 15 ноября 2020 на Wayback Machine
- 1902—1906 — генерал-майор Андреев Николай Петрович
- 1906—1915 — генерал-лейтенант Медведев, Александр Ардалионович
- 1916—1917 — полковник Зиневич, Александр Константинович Архивная копия от 13 марта 2016 на Wayback Machine
- 1918 — комиссар Маленко, Сергей Николаевич (недоступная ссылка)
- 1917—1918 — комиссар Фатеев, Николай Иванович (недоступная ссылка)
- 1918 — полковник Забуга, Степан Федорович Архивная копия от 13 марта 2016 на Wayback Machine
- 1918—1921 — генерал-майор Нарбут, Владимир Дмитриевич Архивная копия от 13 марта 2016 на Wayback Machine
- 1921—1924 — генерал-майор Руссет, Евгений Вильгельмович
- 1924—1925 — полковник Попов-Азотов, Василий Иванович

### Советский период (1925—1999)
- 1925 — Войтюк, Николай Кузьмич[13][14]
- 1925—1926 — комбриг Кузьмин, Фёдор Кузьмич
- 1926—1928 — комбриг Лаур, Жан Иванович
- 1928—1931 — комдив Глухов, Михаил Иванович
- 1931—1933 — комбриг Черников, Александр Никифорович
- 1933—1937 — комбриг Петров, Макарий Иванович
- 1937—1939 — полковник Григорович, Михаил Фролович, Герой Советского Союза
- 1939—1942 — полковник Гуртьев, Леонтий Николаевич, Герой Советского Союза
- 1942—1943 — полковник Домрачев, Пётр Николаевич[15]
- 1943—1951 — генерал-майор Сокуров, Георгий Петрович[16]
- 1951—1954 — генерал-майор Лиленков, Георгий Павлович
- 1954—1957 — полковник Юрпольский, Иван Иванович[17]
- 1957—1959 — генерал-майор Полищук, Григорий Федосеевич
- 1959—1961 — генерал-майор Усольцев, Николай Григорьевич[18]
- 1961—1965 — генерал-майор Музыкантов, Владимир Иванович
- 1965—1974 — генерал-майор Улямаев, Сагит Хайбрахманович
- 1974—1986 — генерал-майор Марценюк, Сергей Николаевич[19]
- 1986—1989 — генерал-майор Никитин, Геннадий Петрович[20]
- 1989—1999 — генерал-майор Фатеев, Николай Тимофеевич

### Новейший период (1999 — настоящее время)
- 1999—2001 — полковник Кравченко, Николай Васильевич, Герой Советского Союза
- 2001—2012 — полковник Басаев, Виктор Романович[21][22]
- 2012—2020 — полковник Кравченко, Николай Васильевич, Герой Советского Союза
- 2020—н. в. — полковник Саликов Вячеслав Александрович[23]

## Известные преподаватели, командиры, инспектора и воспитатели корпуса
- Чернавин, Фёдор Леонтьевич Архивная копия от 13 марта 2016 на Wayback Machine
- Вакар, Яков Яковлевич
- Скалон, Павел Николаевич
- Сулоцкий, Александр Иванович
- Мозер, Петр Иванович Архивная копия от 16 февраля 2017 на Wayback Machine
- Цытович, Платон Степанович
- Певцов, Михаил Васильевич
- Катанаев, Георгий Ефремович

## Кадетская униформа
За годы существования корпуса форма кадет неоднократно подвергалась изменениям, вызванным и реорганизациями, и внедрениями новых форменных образцов во всей армии.

### В царствование Николая I
В 1826 году офицерам, воспитанникам и нижним чинам кадетских корпусов вместо двубортных мундиров были присвоены однобортные, с красной выпушкой по борту. В 1828 году им были присвоены кивера новой формы по образцу пехотных войск. Три года спустя во всех кадетских корпусах для отличия между собой воспитанников был установлен на погонах мундиров и курток фельдфебелей, старших и младших унтер-офицеров узкий золотой галун. В 1844 г. офицерам, кадетам и нижним чинам вместо киверов были даны каски. В 1844 г. офицеры, камер-пажи и пажи получили каски, подобные каскам, полученным всеми кадетскими корпусами. Генералы и офицеры носили двубортный мундир из тёмно-зелёного сукна, имевший 6 гладких золочёных пуговиц на каждом борту. Они носили сюртук — по образцу пехотных полков гвардии и армии. Шаровары — зимние, тёмно-зелёные, с красной выпушкой кантом, летние — белые полотняные. Погоны — у генералов — с золотым генеральским галуном и просветами, у штаб- и обер-офицеров с золотым по чинам галуном. Эполеты — золотые по чинам, поле — золотой ткани, подбой — по цвету погон у воспитанников. Портупея — через плечо из золотого галуна, подшитого чёрным сафьяном. Воспитанники военных гимназий носили шапку — без герба и султана, с гладкими пуговицами из красной меди. Мундир — тёмно-зелёного сукна, двубортный, с 6 гладкими пуговицами из красной меди на каждой стороне борта, кроимый без талии. Плечевые погоны носили суконные, тех же цветов, что были и у кадетских корпусов. Брюки: зимние — из тёмно-зелёного сукна, летние — из небелёного фламского полотна. Шинель — из тёмно- зелёного драпа. Летняя рубаха — из небелёного фламского полотна, пояс по цвету погон, из бумажной ткани. Поясной ремень — из чёрной лакированной кожи, без лопасти, поясная бляха гладкая, из красной меди.
24 октября 1845 года — Сибирскому кадетскому корпусу присвоено следующее обмундирование: кадетам и офицерам роты, всем вообще штабс-офицерам и директору — как у губ. к-сов, с разницей только в погонах, которые в этом корпусе установлены красные с белой выпушкой и с желтыми литерами «С. К.». кадетам и офицерам эскадрона как у Оренбургского Неплюевского кадетского корпуса, но подбой эполет и кушаки — красные, а погоны на повседневных кадетских куртках и шинелях такие же, как в роте: на эполетах литеры «С. К.».
К 1 января 1846 года погоны в Сибирском кадетском корпусе были следующие: в роте корпуса — красные, с белой выпушкой и литерами «С. К.», эскадрону корпуса — на чешуйчатых эполетах из красной меди присвоены: красный подбой и литеры «С. К.», у офицеров — эполеты чешуйчатые золотые, с серебряными накладными литерами «С. К.».

### В царствование Александра III
В 1882 г. кадетские корпуса сохраняли форму прежних военных гимназий с некоторыми изменениями: фуражка с козырьком, тулья тёмно-зелёная, выпушка цвета погон, а при тёмно-зелёных погонах — цвета выпушки погон, околыш алый. Мундир однобортный, чёрный, на 8 пуговиц со стоячим воротником, клапан и выпушка алые. Петлицы золотые, у воспитанников только на воротнике в один ряд, у офицеров и генералов — галунные, на воротнике и обшлагах в два ряда. Домашнее платье — как мундир, но без галуна на воротнике и без кушака. Кушак был шерстяной, цвета погон, при тёмно-зелёных погонах — зелёный. Носился только при мундире. Шаровары чёрные, длинные, у воспитанников — без выпушки, у генералов и офицеров — с алой выпушкой. Шинель нижних чинов тёмно-серая, клапаны воротника алые. Гимнастическая рубаха небелёного полотна с погонами и кушаком, в стенах заведения носилась без погон. Директорам и офицерам учебно-воспитательского состава на воротнике и обшлагах мундира было положено шитьё ВУЗ (вместо галунных петлиц). Шифровка офицеров: на эполетах и погонах — шитая золотая. У кадет и нижних чинов — на погонах трафаретная, жёлтая или красная. В 1884 г. кадетским корпусам (кроме Николаевского) был положен погонный ремень белой юфти. В 1885 г. произошло знаменательное событие: в строевых ротах кадетских корпусов (включая Николаевский) были учреждены звания вице-фельдфебеля и вице-унтер-офицеров. На погонах обшивка: у вице-унтер-офицеров — золотой галун по свободным краям, у вице-фельдфебелей, сверх того, продольная полоска узкого золотого галуна посредине погона. Причём эти отличия сохранялись при переходе в военные училища. С этого же года кадетам 1-й роты кадетских корпусов было положено иметь ружьё, специально изготовленное для кадетских корпусов, поясной ремень чёрной лакированной кожи, с бляхой красной меди.

### В царствование Николая II
В царствование императора Николая II пажам был присвоен алюминиевый котелок вместо медного и фляга вместо деревянной баклаги. В 1904 г. на пуговицу и поясную бляху был положен Государственный герб (орел в сиянии). С 1905 г. при переходе в специальные классы и в военные училища вице-унтер-офицеры сохраняли нашивочные отличия. С 1907 г. пажам строевой роты общих классов в строю, при несении дежурств и при увольнении в отпуск был положен тесак на поясном ремне с лопастью. В 1897 г. офицерам, воспитанникам и нижним чинам 1-й роты был присвоен накладной вензель Н II по прибору.
В 1903 г. в кадетских корпусах шерстяной кушак образца 1882 г. был заменен поясным ремнём чёрной лакированной кожи, с медной бляхой, которую украшал герб военно-учебных заведений. С 1907 г. кадетам строевой роты в строю, при несении дежурств и при увольнении в отпуск полагалось носить штык на поясном ремне. В 1909 г. кадетам на околыши фуражек была положена кокарда. 1 октября 1907 года положена шифровка Омс. К. У Шенка на 1910 г. показана шифровка Ом. К. с оговоркой, что «за точность ея составитель не ручается».

### Современное состояние
В современность весь личный состав кадетского корпуса (в том числе офицеры) имеют установленное обмундирование. Форма кадет аналогична форме воспитанников суворовских военных училищ, имеет чёрный фон, красные погоны и лампасы, красно-белые шевроны. Описание и порядок ношения кадетской и офицерской формы установлен общевоинскими уставами и соответствующими приказами Министра обороны РФ.
В настоящее время офицерский состав корпуса носит установленную в Воздушно-десантных войсках ВС РФ унифицированную форму, отражающую принадлежность к роду войск, а гражданский преподавательский и штабной (управленческий) состав облечен в черно-белый дресс-код.

## Знамёна
15 ноября 1903 года в 12 часов корпус был построен для зачтения телеграммы Главного Начальника военно-учебных заведений. Директор корпуса прочёл телеграмму следующего содержания: «Омск. Директору кадетского корпуса. Государь Император Всемилостивейше жалует Знамя вверенному вам кадетскому корпусу; всей душой разделяя вашу радость, поздравляю с великой Царской милостью вас, сослуживцев ваших и детей Моих — кадет, убеждённый, что ваш корпус всегда будет достоин дарованной ему воинской святыни и удвоит усердие, чтобы заслужить её. Генерал-адъютант Константин». Слова телеграммы были встречены единодушным «ура». Восторг юношей и детей был неописуем. После этого директор корпуса разъяснил значение знамени для всего личного состава корпуса.
В ноябре 1907 года произошло важное событие в жизни кадетского корпуса. 1 ноября в город Омск прибыл помощник Главного Начальника военно-учебных заведений генерал-лейтенант А. С. Анчутин для вручения знамени. 3 ноября по окончании литургии на построении личного состава корпуса и в присутствии множества гостей знамя было вручено директору корпуса генерал-лейтенанту А. А. Медведеву, который после вручения зачитал приказ:
«12 ноября 1903 года Государем Императором Всемилостивейше пожаловано было Сибирскому кадетскому корпусу знамя. Милость эта, переданная в тот же день телеграммой Августейшего Главного Начальника, вызвала бурю восторга не только среди всего состава корпуса, но и откликнулась по всей матушке-Руси, куда только не занесла судьба на службу кадета-сибиряка. Корпусом было получено множество поздравительных телеграмм.
Нетерпение увидеть в своём строю военную святыню росло у питомцев заведения с каждым днём, но в силу разных обстоятельств этому не суждено было сбыться. И только теперь, спустя четыре года, мечта заведения осуществилась.
Прибыл в Омск Царский посланец, его превосходительство генерал-лейтенант А. С. Анчутин, и сегодня последовало освящение Высочайше пожалованного знамени.
Юноши и дети! Вождь русской армии поставил вас под сень священной воинской хоругви. Под ней собираются воины, готовые жизнь свою положить за Веру, Царя и Отечество, а потому, хотя и велика ваша радость, но вместе с тем и велика ответственность.
Государь Император, отечески заботясь о питомцах военно-учебных заведений, нашёл их достойными высокого Своего доверия.
В вас глубоко должно запасть впечатление о только что пережитых торжественных минутах освящения и вручения корпусного знамени.
Смотря на него, вы воспитайте в себе чувство беззаветной преданности Царю и Отечеству и, когда наступит время, сумейте доказать это на деле.
Помните, что сибирские войска, в последнюю войну стяжавшие себе славу, имеют в рядах своего офицерского состава много питомцев нашего заведения; они умели, как герои, свято исполнять долг и не щадили жизни на полях Маньчжурии и на твердынях Порт-Артура. Пусть будут они для вас примером, достойным подражания.
Да поможет вам Всевышний воспитать себя достойными Царской милости и, веря в старые заветы родного корпуса, смело идти под сенью воинской хоругви, чтобы преданной и верной службой доказать, что кадеты-сибиряки всегда готовы на войне и в мирное время быть защитниками Веры, Престола и Отечества».
Для поздравления в корпус прибыл Командующий войсками генерал-лейтенант В. А. Нодаров, после поздравления которого, знамя было торжественно отнесено в корпусную церковь.

### Юбилейное знамя
1 мая 1913 года корпусу даровано юбилейное знамя образца 1900 года. В центре Спас Нерукотворный, кайма белая, шитьё золотое. Надпись: «1813-1913». К древку знамени крепилась Андреевская юбилейная лента с надписями: «1913 ГОДА», «1813 г. ОМСКОЕ ВОЙСКОВОЕ КАЗАЧЬЕ УЧИЛИЩЕ». Знамя имело Гвардейское навершие образца 1857 года, древко белое.

### Почётное знамя
5 мая 2000 года, накануне празднования 187-й годовщины со дня образования Омского кадетского корпуса, Губернатор Омской области Полежаев Л. К. на торжественном построении всего личного состава корпуса вручил начальнику кадетского корпуса Почетное знамя Губернатора Омской области. На следующий день, 6 мая, в день святого Георгия Победоносца, Митрополит Омский и Тарский Феодосий освятил это знамя.

### Вымпел Министерства обороны Российской Федерации «Лучшему училищу (кадетскому корпусу)»
По итогам 2007/2008 учебного года лучшим училищем (кадетским корпусом) Министерства обороны РФ признан Омский кадетский корпус.
Омскому кадетскому корпусу вручён почётный переходящий приз — Вымпел Министерства обороны Российской Федерации «Лучшему училищу (кадетскому корпусу)». 18 офицеров и лиц гражданского персонала данного учебного заведения награждены денежными премиями, а 5 кадет — грамотами.
Лучшее училище выбирают по следующим основным критериям: количество поступивших выпускников училищ и кадетских корпусов в вузы Минобороны, уровень успеваемости обучающихся за прошедший учебный год, итоги олимпиад по предметам обучения и спартакиад. Также учитывается укомплектованность училищ и кадетских корпусов постоянным составом, прохождение курсов повышения квалификации командиров рот и офицеров-воспитателей. После подсчёта общей суммы набранных баллов определяется рейтинг образовательных учреждений. Училище (кадетский корпус), набравшее наибольшее количество баллов, и определяется как лучшее.

## Церкви, памятники и памятные места
До 1848 года корпус не имел своей церкви, и поэтому как служащие корпуса, так и воспитанники входили в состав прихожан Пророко-Ильинской церкви. С постройкой же войсковой Николаевской церкви (1840 год) личный состав корпуса влился в состав прихожан последней. В 1848 году по ходатайству директора корпуса генерал-майора Шрамма епархией было разрешено открыть собственный храм. Находился он в рекреационном зале и ориентирован был алтарём на юг. Устройство церкви осуществлялось под надзором корпусного архитектора сотника казачьего войска Г. С. Вершинина. Работы велись с августа по ноябрь, а освятил храм протоиерей Дмитрий Пономарёв 5 декабря. Иконостас был создан на средства учебного заведения, а книги, ризница и другие предметы в основном пожертвованы частными лицами. Иконы были написаны рядовым инженерного ведомства Новиковым. В иконостасе были помещены иконы Спасителя, Божией Матери и храмовой, а также Архистратига Михаила, апостолов Петра и Павла, св. Иннокентия (как святого местного, сибирского), св. Георгия Победоносца и св. Параскевы (в Омске и соседних с ним местах особенно почиталась икона этой святой, имеющаяся в церкви села Чернолучья).
Церковь дважды была разобрана и воссоздана: в 1862 году в связи с ремонтом, в 1864 году — для увеличения алтаря и лучшего украшения церкви. Делалось это на средства купца Н. Н. Полешкова и корпусного церковного старосты В. П. Кузнецова. Кунгурским купцом Шершнёвым были пожертвованы серебряно-вызолоченные сосуды, омским купцом Харламовым — св. плащаница, омским купцом Кирилловым — большое евангелие, покрытое по доскам золочёным серебром, весом в 17 фунтов, а также и бронзовое паникадило и другие богослужебные предметы. С 1 февраля 1848 года законоучителем, затем настоятелем храма в кадетском корпусе был назначен замечательный историк Церкви и богослов протоиерей Александр Сулоцкий. Отец Александр написал более ста работ по истории православия, культуры и искусства в Сибири. О нём сохранились самые тёплые воспоминания преподавателей и выпускников корпуса. При необходимости он вёл занятия с учащимися по любому гуманитарному предмету.
7 марта 1895 года законоучителем и настоятелем кадетского корпуса был назначен протоиерей Димитрий Флегонтович Худяковский, окончивший Санкт-Петербургскую духовную академию со степенью кандидата богословия, девять лет преподававший в Тобольской духовной семинарии. Он имел орден Станислава, камилавку и наперсный крест от Святейшего синода. Отец Димитрий оставался настоятелем церкви до гражданской войны. Вероятно, он эвакуировался с учениками корпуса во Владивосток в 1919 году, а затем за границу. Диаконом церкви с 30 июля 1911 года состоял Симеон Петрович Цыбин, впоследствии протодьякон Галкинской церкви, арестован в 1937 году. С 1 февраля 1912 года псаломщиком был Сергей Павлович Робустов.
27 октября 1911 года освятили и подняли на крышу главного здания корпуса крест, сооружённый на средства омского купца С. А. Суханова. Крест был железный, вызолоченный, длиной 1 аршин 14 вершков.
Фотографии 1913 года дают представление об иконостасе. Он был низким, в русско-византийском стиле. Церковь в 1910-е годы была украшена новыми иконами царя Константина и великомученицы Елизаветы в киотах, чёрными мраморными досками с именами павших на поле брани в Русско-японскую войну бывших учеников корпуса, многочисленными люстрами и бра. На церковной площадке были установлены бюст императора Александра III и портрет императора Александра II. В рекреационных залах, кадетских спальнях, лазарете и в помещении нижних чинов стояли большие иконы в киотах.
В кадетских лагерях, к югу от города, находилась деревянная церковь во имя святого равноапостольного князя Владимира, построенная в 1877 году.
В первый год советской власти кадеты сохранили традиции Русской армии и православия. А с приходом Белых церковь в корпусе была воссоздана. Как отмечает омский историк В. А. Шулдяков: «Для части православных борьба приобрела религиозный смысл». Может, отсюда лозунг анненковцев «С нами Бог!» или аналой с Библией в тесной комнатке атамана Калмыкова. Один из ближайших сподвижников Семёнова барон Унгерн фон Штернберг так объяснял необходимость истребления носителей социализма: «Зло, пришедшее на землю, чтобы уничтожить божественное начало в душе человеческой, должно быть вырвано с корнем». Уходя на Восток в конце 1919 года, сначала во Владивосток, затем в эмиграцию, корпус сохранил свой храм и святыни. Среди его последних выпускников некоторые бывшие кадеты приняли монашество.
В 1912 году, на площадке перед входом в музей была установлена величественная статуя покорителя Сибири — Ермака Тимофеевича.

### Аллея Славы выпускников Омского кадетского корпуса
Кому установлены мемориальные доски:
- В сентябре 2000 года — Корнилову Лавру Георгиевичу;
- В октябре 2000 года — Карбышеву Дмитрию Михайловичу;
- В ноябре 2000 года — Валиханову Чокану Чингисовичу;
- В марте 2013 года — Потанину Григорию Николаевичу[24].

## Знаки и жетоны

### Знак 1-го Сибирского императора Александра I кадетского корпуса
Утверждён 28 февраля 1913 г. в память 100-летнего юбилея корпуса.
Знак представляет собой выпуклую зубчатую золотую звезду с эмалевым гербом царства Сибирского в центре (на щите два чёрных соболя, стоящих на задних лапах и поддерживающих золотую корону, лук и две стрелы, поставленные крестообразно, остриями вниз). Щит увенчан шапкой Мономаха, а над ней оксидированный двуглавый орёл под тремя императорскими коронами. По бокам герба матовые вензеля Александра I и Николая II, под гербом — Александровская лента с юбилейными датами: 1813; 1913.
Размер: 42x34. Бронза.

### Жетон 1-го Сибирского императора Александра I кадетского корпуса
Утверждён 1 октября 1913 г.
Жетон представляет собой геральдический серебряный щиток, обрамлённый золотистым широким ободком и увенчанный серебряным оксидированным шлемом. Щиток положен на два скрещённых меча с серебряными клинками и золочёными рукоятками.
На лицевой стороне во всё поле щитка золотой вензель императора Александра I под короной.
На оборотной стороне в нижней половине два погона: красный и белый (последний с вензелем императора Александра I). В верхней половине герб Сибири (на белом поле два чёрных соболя, держащих красные лук и стрелы под золотой короной). Над гербом золотая шапка Мономаха с красной опушкой. По сторонам герба даты: 1813;1913.
Жетон с цепочкой, прикреплённой к рукояткам мечей, и колечком.
Размер: 50x25.

### Современный нагрудный знак выпускника Омского кадетского корпуса[25]
Утверждён в 2002 году.
В центре звезды помещён императорский вензель Александра I как основателя этого военно-учебного заведения. В верхней части знака находится двуглавый коронованный орёл — герб России. По сторонам от вензеля — исторические гербы: Сибири (подчеркивается, что Омский кадетский корпус старейший на территории Сибирской земли) и города Омска (места дислокации учебного заведения). На лентах расположены название и год основания корпуса.
В 2002 году состоялось первое вручение знаков выпускникам корпуса.

## Выдающиеся выпускники Омского кадетского корпуса (за все годы)
Омский кадетский корпус как единственный и неоспоримый наследник боевой и гражданской славы Сибирского кадетского корпуса и Омского высшего общевойскового командного училища преемствует многочисленную плеяду выдающихся выпускников как дореволюционного времени, так и советского и постсоветского времени (в том числе выпускников Омского высшего общевойскового командного училища имени М. В. Фрунзе)

## Здание корпуса
Памятник архитектуры федерального значения (постановление Совета Министров РСФСР от 04.12.1974 № 624)
 Объект культурного наследия № 5510004000

## Фотогалерея
- Здание корпуса в 1916 году.
- Омский кадетский корпус
- Мемориальная доска на здании
 Омского кадетского корпуса
- Мемориальная доска на аллее славы Омского кадетского корпуса
- Новые здания Омского кадетского корпуса

## Видео
- ОМСК. Кадеты занимаются гимнастикой. 1914 год.
- Участие кадет 1-го Сибирского Императора Александра I кадетского корпуса в параде воинских частей во Владивостоке 26 мая 1922 года
- Участие кадет 1-го Сибирского Императора Александра I кадетского корпуса в параде воинских частей во Владивостоке 26 мая 1922 года, версия 2
- Юниор: Спорт в Омском Кадетском Корпусе
- Торжественное построение Омского кадетского корпуса в ознаменование окончания учебного года. 2010
- 2-я рота Омского кадетского корпуса. 2010
- 1 канал: Старейший в России Омский кадетский корпус отмечает 200 лет со дня основания Архивная копия от 22 февраля 2014 на Wayback Machine
- 195 лет «кузнице героев» Архивная копия от 4 марта 2016 на Wayback Machine
- Омский кадетский корпус - 200 лет на службе Отечеству!
- http://gtrk-omsk.ru/program/zheleznyy-vek/ Архивная копия от 18 ноября 2015 на Wayback Machine «Марш Мозера» — фильм Дмитрия Петина и Светланы Лазаревой из киноцикла «Железный век» (эфир 14 ноября 2015 года)